# Vicariato apostolico di Camiri
Il vicariato apostolico di Camiri (in latino Vicariatus Apostolicus Camiriensis) è una sede della Chiesa cattolica in Bolivia immediatamente soggetta alla Santa Sede. Nel 2022 contava 145.470 battezzati su 184.696 abitanti. È retto dal vescovo Jesús Galeote Tormo, O.F.M.

## Territorio
Il vicariato apostolico comprende una vasta zona dell'antico territorio del Chaco.
Confina a nord con l'arcidiocesi di Santa Cruz de la Sierra e con la diocesi di San Ignacio de Velasco, a est con il Paraguay, a sud con la diocesi di Tarija e a ovest con l'arcidiocesi di Sucre.
Sede del vicariato è la città di Camiri, dove si trova la cattedrale di San Francesco d'Assisi.
Il territorio è suddiviso in 24 parrocchie.

## Storia
L'antico territorio del Chaco è abitato da Chiriguanos, Tapietes, Matacos e altre tribù guaraní, che per lungo tempo resistettero all'evangelizzazione da parte dei gesuiti, dei francescani, dei domenicani e degli agostiniani.
La prima missione nel territorio del presente vicariato apostolico fu stabilita dai gesuiti sulle rive del Rio Grande alla fine del XVII secolo, ma ebbe breve durata.
Dal 1771 i francescani fondarono delle missioni tra i fiumi Rio Grande e Parapetí, ma con la guerra di indipendenza i francescani furono espulsi e le missioni affidate al clero secolare di Santa Cruz de la Sierra che solo sporadicamente visitava i nativi.
A partire dal 1854 i francescani di Tarija e di Potosí poterono stabilire nuove missioni per i nativi e cappellanie per i bianchi.
Il vicariato apostolico del Chaco fu eretto il 22 maggio 1919 con il decreto Optimo sane consilio della Congregazione Concistoriale, ricavandone il territorio dalla diocesi di Santa Cruz de la Sierra (oggi arcidiocesi) e dell'arcidiocesi di La Plata o Charcas (oggi arcidiocesi di Sucre). Da allora il vicariato apostolico è stato affidato ai francescani italiani della provincia di Toscana.
Il 12 febbraio 1925 e l'11 marzo 1948 cedette porzioni del suo territorio a vantaggio dell'erezione rispettivamente della prefettura apostolica del Pilcomayo (oggi vicariato apostolico) e del vicariato apostolico del Chaco Paraguayo.
L'8 febbraio 1951, in forza del decreto Cum in comitiis della Congregazione di Propaganda Fide, assunse il nome di vicariato apostolico di Cuevo, città sede del vicariato apostolico.
Nel 1976 la sede del vicariato è stata trasferita a Camiri e il 29 marzo 2003 il vicariato ha assunto la denominazione attuale, per effetto del decreto Excellentissimus della Congregazione per l'evangelizzazione dei popoli.

## Cronotassi dei vescovi
Si omettono i periodi di sede vacante non superiori ai 2 anni o non storicamente accertati.
- Ippolito Ulivelli, O.F.M. † (13 agosto 1919 - 27 ottobre 1922 deceduto)
- Angelo Cesare Vigiani, O.F.M. † (21 gennaio 1924 - 23 gennaio 1950 dimesso)
- Cesare Francesco Benedetti, O.F.M. † (8 febbraio 1951 - 18 dicembre 1972 ritirato)
- Giovanni Decimo Pellegrini, O.F.M. † (18 dicembre 1972 - 31 ottobre 1992 deceduto)
- Leonardo Mario Bernacchi, O.F.M. † (17 novembre 1993 - 15 luglio 2009 ritirato)
- Francesco Focardi, O.F.M. † (15 luglio 2009 - 2 agosto 2017 dimesso)
- Jesús Galeote Tormo, O.F.M., dal 22 febbraio 2019[7]

## Statistiche
Il vicariato apostolico nel 2022 su una popolazione di 184.696 persone contava 145.470 battezzati, corrispondenti al 78,8% del totale.
| anno | popolazione | popolazione | popolazione | presbiteri | presbiteri | presbiteri | presbiteri                | diaconi | religiosi | religiosi | parrocchie |
| anno | battezzati  | totale      | %           | numero     | secolari   | regolari   | battezzati per presbitero | diaconi | uomini    | donne     | parrocchie |
| ---- | ----------- | ----------- | ----------- | ---------- | ---------- | ---------- | ------------------------- | ------- | --------- | --------- | ---------- |
| 1950 | 26.965      | ?           | ?           | 14         | 14         |            | 1.926                     |         |           | 10        | 20         |
| 1966 | 64.000      | 68.000      | 94,1        | 19         |            | 19         | 3.368                     |         | 9         | 29        | 18         |
| 1970 | 65.000      | 69.000      | 94,2        | 20         |            | 20         | 3.250                     |         | 22        | 28        | 18         |
| 1976 | 75.000      | 85.000      | 88,2        | 24         | 1          | 23         | 3.125                     | 1       | 32        | 32        | 20         |
| 1980 | 76.000      | 80.000      | 95,0        | 23         |            | 23         | 3.304                     |         | 32        | 38        | 20         |
| 1990 | 88.000      | 97.000      | 90,7        | 21         | 1          | 20         | 4.190                     |         | 25        | 45        | 20         |
| 1999 | 108.750     | 120.150     | 90,5        | 15         | 1          | 14         | 7.250                     | 1       | 22        | 51        | 22         |
| 2000 | 101.600     | 120.400     | 84,4        | 16         | 2          | 14         | 6.350                     | 1       | 20        | 53        | 23         |
| 2001 | 108.000     | 123.300     | 87,6        | 19         | 4          | 15         | 5.684                     | 1       | 21        | 47        | 23         |
| 2002 | 105.400     | 120.000     | 87,8        | 20         | 5          | 15         | 5.270                     | 1       | 19        | 54        | 23         |
| 2003 | 113.800     | 132.900     | 85,6        | 19         | 7          | 12         | 5.989                     | 2       | 16        | 54        | 23         |
| 2004 | 110.500     | 129.000     | 85,7        | 19         | 7          | 12         | 5.815                     | 3       | 16        | 57        | 23         |
| 2010 | 120.000     | 144.000     | 83,3        | 26         | 13         | 13         | 4.615                     | 1       | 17        | 50        | 24         |
| 2014 | 136.386     | 167.938     | 81,2        | 24         | 12         | 12         | 5.682                     |         | 14        | 38        | 26         |
| 2017 | 147.893     | 185.699     | 79,6        | 25         | 15         | 10         | 5.915                     |         | 12        | 30        | 25         |
| 2020 | 148.885     | 183.917     | 81,0        | 27         | 17         | 10         | 5.514                     |         | 11        | 29        | 24         |
| 2022 | 145.470     | 184.696     | 78,8        | 26         | 16         | 10         | 5.595                     |         | 11        | 27        | 24         |